# Samoa
Samoa (Zahodna Samoa do leta 1997, Nemška Samoa od 1900 do 1914) je država, ki jo sestavlja skupina otokov v Južnem Tihem oceanu.